# Schron pod Przeziorową

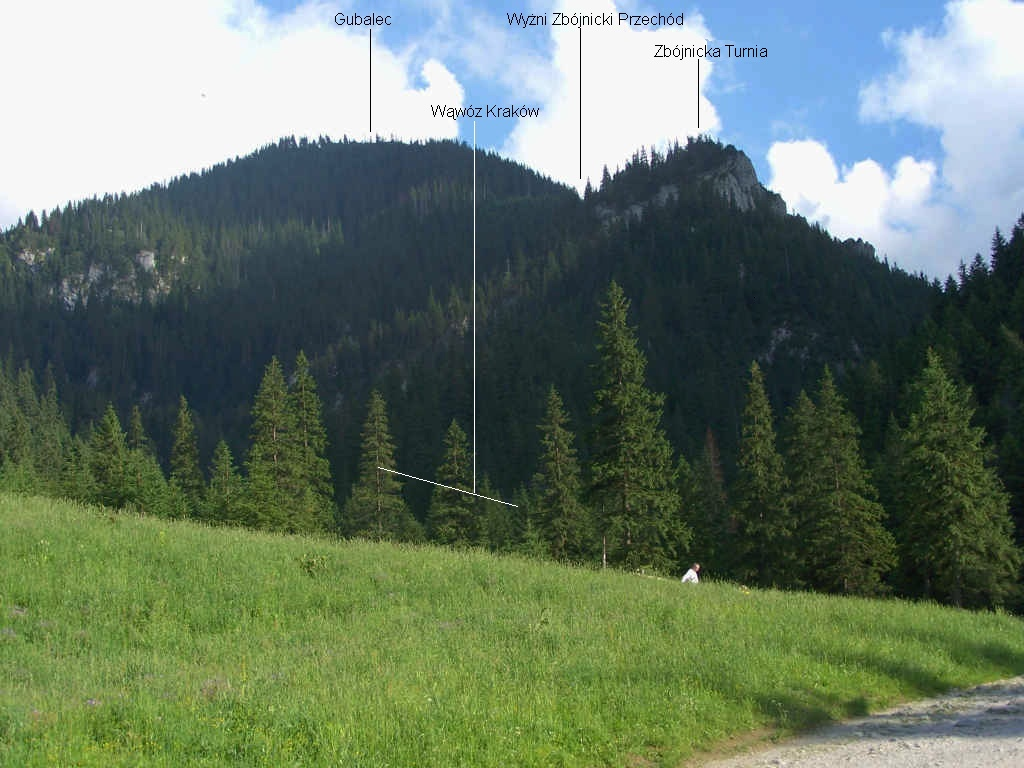
Gubalec i Zbójnicka Turnia w Dolinie Kościeliskiej

Schron pod Przeziorową – jaskinia, a właściwie schronisko, w Dolinie Kościeliskiej w Tatrach Zachodnich. Wejście do niej znajduje się w zboczu Gubalca, prawie naprzeciw Raptawickiej Turni, poniżej Jaskini Przeziorowej i Szczeliny w Ścianie, w pobliżu Jaskini za Smrekiem, na wysokości 1185 metrów n.p.m. Jaskinia jest pozioma, a jej długość wynosi 6 metrów.

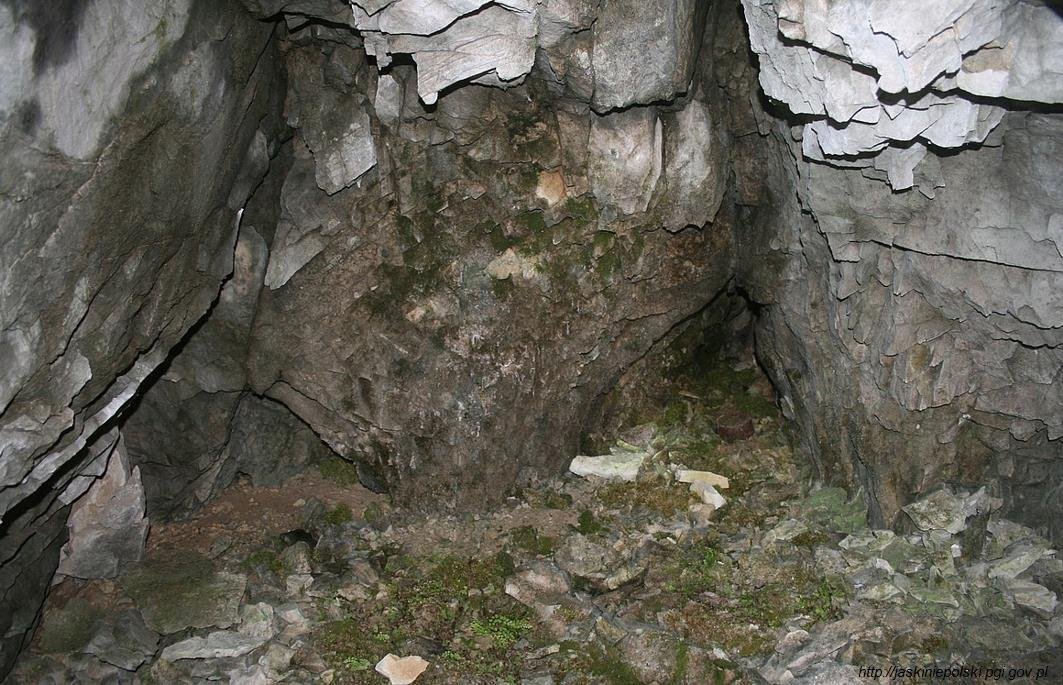
Otwór jaskini

## Opis jaskini
Jaskinię stanowi duża sala zaczynająca się zaraz za obszernym otworem wejściowym z okapem. Przechodzi ona w korytarz, który zwęża się w szczelinę nie do przejścia.

## Przyroda
W jaskini można spotkać nacieki grzybkowe. Zimują w niej nietoperze. Jest też schronieniem dla saren. Ściany są wilgotne, rosną na nich paprocie, mchy, porosty i glony.

## Historia odkryć
Jaskinia była znana od dawna. Jej pierwszy plan i opis sporządzili J. Nowak i E. Wójcik w 2007 roku.